# De Notenclub
De Notenclub was een televisieprogramma op de Nederlandse en Vlaamse televisie.

## Het programma
In de Notenclub spelen twee teams een muzikaal spel tegen elkaar. Elk team bestaat uit twee bekende Nederlanders of Belgen en een pianist. In België zijn de pianisten Danny Wuyts en Miguel Wiels. In Nederland waren Glenn Corneille en Ed Boekee de plaatsvervangers van Miguel Wiels. Elke ronde moet er een zin uit een lied worden geraden. De deelnemers mogen telkens een bord omdraaien waar een woord van de zin op staat. Indien dit een blauw scherm is moet het team een lied zingen waarin dat woord voorkomt. Indien het een rood scherm is gaat de beurt over naar de tegenpartij. Er bestaat nog een extra ronde waarin een lied in een andere taal wordt voorgedragen en het andere team moet raden welk lied het is.
Aan de show hebben verschillende artiesten al meegedaan:
- Sophia Wezer
- Tony Neef
- Mark Dakriet
- Andrea Croonenberghs
- Natalia Druyts
- Belle Perez
- Do

## Geschiedenis
De Notenclub was voor het eerst op televisie op TV1 in 1998, destijds gepresenteerd door Kurt Van Eeghem. Daarna wordt de Notenclub in België gepresenteerd door Anja Daems. Vanaf 2000 tot 2002 is het ook op de Nederlandse televisie te zien geweest bij de KRO en later, in 2005, bij de TROS. Eerst gepresenteerd door Paula Udondek (KRO), daarna door Nance (TROS).
De Notenclub is gebaseerd op het Ierse televisieprogramma The Lyrics Board  van Philip Kampff en Andy Ruane en is al in zeker 19 verschillende landen op tv geweest, inclusief Rusland en Zuid-Afrika.
Sinds najaar 2013 is er een gelijkaardig programma begonnen op Eén met Peter Van de Veire als presentator. De formule is hetzelfde gebleven, maar de naam van het spelletje is veranderd in Sing that song.